# Hannibal
Hannibal, con trai của Hamilcar Barca(sinh năm 247 trước Công nguyên - mất 183 trước Công nguyên), là một tướng lĩnh và nhà chiến thuật quân sự người Carthage. Chữ "Hannibal" nghĩa là "niềm vui của thần Baal" (vị thần chủ của người Carthage), còn dòng họ "Barca" của ông có nghĩa là "tia chớp". Chữ Barca có thể được viết là "Barak" hay "Barcas". Cha ông là Hamilcar Barca chỉ huy quân Carthage trong chiến tranh Punic lần I, và 2 em trai của ông là Mago và Hasdrubal và anh rể của ông cũng có tên là Hasdrubal.
Hannibal sống trong suốt thời kì rối loạn tại Địa Trung Hải, khi nền Cộng hòa La Mã thiết lập quyền lực tối cao với các nước lớn như Carthage, Vương quốc Macedonia, Syracuse và Vương quốc Seleukos. Hannibal là tướng lĩnh nổi tiếng nhất người Carthage. Thành tựu nổi bật nhất của ông là khi nổ ra chiến tranh Punic lần hai, Hannibal đã dẫn một đội quân, gồm voi chiến, từ Iberia qua 2 dãy núi Pyrenees và Alps vào phía Bắc Ý.
Trong suốt cuộc xâm chiếm Ý của mình, Hannibal đã đánh tan tác quân La Mã trong hàng loạt cuộc chiến, trong đó bao gồm những trận chiến tại Trebia, Trasimene và Cannae. Sau trận Cannae, rất nhiều đồng minh của nước Cộng hòa La Mã đã gia nhập với Hannibal khi ông hứa sẽ cho họ độc lập và một chính quyền tự trị. Theo một số nhà sử học, Hannibal thiếu các khí tài vây hãm cần thiết để có thể tấn công thành trì kiên cố La Mã, nhưng theo J. F. Lazenby chỉ ra thì đó không phải là sự thiếu các loại vũ khí công thành cần thiết mà là do sự thiếu hụt nguồn tiếp tế và ý định chính trị (political agenda). Ông duy trì một đạo quân tại Ý trong hơn một thập kỉ sau đó và không bao giờ thua một trận đánh lớn nhưng cũng không thể ép người La Mã chấp nhận các điều khoản cho hòa bình. Một cuộc xâm lược phản công vào Tây Ban Nha và sau đó là Châu Phi của quân La Mã buộc Hannibal phải trở lại Carthage, nơi mà ông đã bị đánh bại trong trận chiến Zama.
Sau cuộc chiến, ông đã trở thành một quan chấp chính thành công ở Carthage. Ông đã cho ban hành những cải tổ về chính trị và kinh tế để phục hồi Carthage sau khi trả các bồi thường chiến tranh cho Cộng hòa La Mã. Những cải cách của ông bị tầng lớp thượng lưu Carthage chống đối. Bị những thành viên của Viện Nguyên Lão La Mã vốn sợ hãi tài năng quân sự của Hannibal nghi ngờ, ông đã bị La Mã ép đi đày. Trong thời gian bị đi đày, ông sống tại cung điện của Vương quốc Seleukos, nơi mà ông đã trở thành cố vấn quân sự cho vua Antiokhos III trong cuộc chiến chống lại La Mã. Sau khi Antiokhos III thất bại và bị ép chấp nhận các điều khoản của người La Mã, Hannibal tới dừng chân ở Armenia, nơi ông làm việc như một nhà quy hoạch cho việc lập thủ đô mới. Hannibal sống tại cung điện của Bithynia, nơi lẽ ra ông đã có thể giành được chiến thắng thủy chiến vang dội bằng chiến tranh sinh học, nhưng ông bị phản bội và bị đem nộp cho những người La Mã. Để bảo toàn danh dự, Hannibal đã uống thuốc độc tự sát.
Hannibal được công nhận là một trong những vị tướng và nhà chiến thuật tài ba nhất trong lịch sử quân sự thế giới. Nhà sử học quân sự Theodore Ayrault Dodge đã một lần gọi Hannibal là "cha đẻ của chiến thuật". Lời khen này đã giúp ông giành được tiếng vang trong thế giới hiện đại và ông được những vị danh tướng thời cận đại như Napoléon Bonaparte hay Công tước Wellington coi là một trong những "thiên tài quân sự". Cuộc đời của Hannibal đã được đề cập trong nhiều bộ phim và tư liệu.
Ông cũng được biết đến với một câu nói nổi tiếng (Aut inveniam viam aut faciam trong sử liệu tiếng Latinh):
| “          | Chúng ta sẽ tìm hoặc tự tạo một con đường (cách). | ” |
| — Hannibal |                                                   |   |

## Bối cảnh và khởi nghiệp
Hannibal là một trong những người con của Hamilcar Barca một nhà lãnh đạo người Carthage. Ông có một vài chị gái và 2 em trai là Hasdrubal Barca và Mago Barca. Những người anh rể của ông là Hasdrubal Ngay thẳng và vua Naravas xứ Numibia. Ông là một đứa trẻ khi hai chị gái lập gia đình và được các anh rể nuôi nấng trong khi cha ông chiến đấu trong cuộc chiến tranh lính đánh thuê và cuộc chiến tranh Punic chinh phục Iberia. Trong tên hiệu của Hamilcar Barca, các sử gia cho là tên họ của gia đình Hamilcar là Barca. Tuy nhiên, có cuộc tranh luận để xem tên riêng Barca (có nghĩa là "tia sét") đã được áp dụng cho riêng Hamilcar hay là cho cha truyền con nối. Nếu vậy, Hannibal và các em đều được gọi là 'Barca'.
Sau thất bại của người Carthage trong cuộc chiến tranh Punic lần thứ nhất, Hamilcar đã ra đi để tìm kiếm vận may cho gia đình và người Carthage. Với tài trí và sự trợ giúp của Gades, Hamilcar bắt đầu cuộc chinh phục những bộ tộc ở bán đảo Iberia. Carthage lúc này đã trở thành một thành bang nghèo khó đến mức hạm đội của họ không thể vận chuyển quân đội của ông tới Iberia. Thay vào đó, Hamilcar đã phải hành quân vòng qua khu vực "Những cây cột của Hercules" và được chở qua eo biển Gibraltar.
Cha của Hannibal đã tham gia vào cuộc chinh phục xứ Tây Ban Nha. Ông đã hi sinh trong một trận đánh. Anh rể của Hannibal là Hadrusbal nắm quyền chỉ huy quân đội với sự phục vụ của Hannibal như là một tướng lĩnh dưới quyền. Hasdrubal theo đuổi một chính sách của Carthage là củng cố mối quan tâm đối với Iberia, thậm chí ký kết một hiệp ước với Rome mà qua đó Carthage sẽ không mở rộng phía bắc sông Ebro trong khi người La Mã cũng không được mở rộng về phía nam. Hasdrubal cũng theo đuổi chính sách củng cố quyền lực của người Carthage thông qua mối quan hệ với các bộ tộc. Như một phần của chính sách, Hasdrubal bố trí cho Hannibal kết hôn với một công chúa Iberia tên là Imilce.
Sau khi Hasdrubal bị ám sát năm 221 TCN, Hannibal đã được tôn lên làm tổng chỉ huy bởi quân đội và được sự chấp nhận của chính quyền Carthage. Livy, một nhà La Mã học đã đưa ra miêu tả về chàng trai người Carthage trẻ tuổi:
| “ | Không có gì sớm hơn là ông ấy đến... những người lính già cảm tưởng như là họ thấy Hamilcar thời trai trẻ trở lại với họ. | ” |

Sau khi ông được thừa nhận là chỉ huy, Hannibal đã dành hai năm tiếp theo để củng cố địa vị của mình và hoàn tất việc chinh phục Hispania tới tận phía nam sông Ebro. Tuy nhiên, La Mã, lo sợ sự tăng cường sức mạnh của Hannibal ở Iberia nên đã thiết lập liên minh với Saguntum, một thành bang nằm dọc theo sông Ebro về phía nam làm phên dậu bảo vệ cho họ. Hannibal nhận thức thấy điều này như là một sự vi phạm của các hiệp ước ký với Hasdrubal và do đó ông tiến hành vây hãm thành phố, sau 8 tháng thì hạ được thành. La Mã đã có những phản ứng rõ ràng với những vi phạm hiệp ước và đòi hỏi phải thực thi công lý đối với Carthage. Với sự coi trọng Hannibal cực lớn, chính quyền Carthage đã không ngăn cản chiến dịch của Hannibal. Và cuộc chiến tranh mà ông đề nghị đã được chấp nhận vào cuối năm. Hannibal đã xác định trọng tâm là đưa chiến tranh vào trung tâm của Ý và đã tiến hành cuộc hành quân băng qua Hispania và miền nam Gaul.

## Cuộc chiến tranh Punic lần II ở Ý (218-203 TCN)

### Cuộc hành trình đường bộ đến Ý

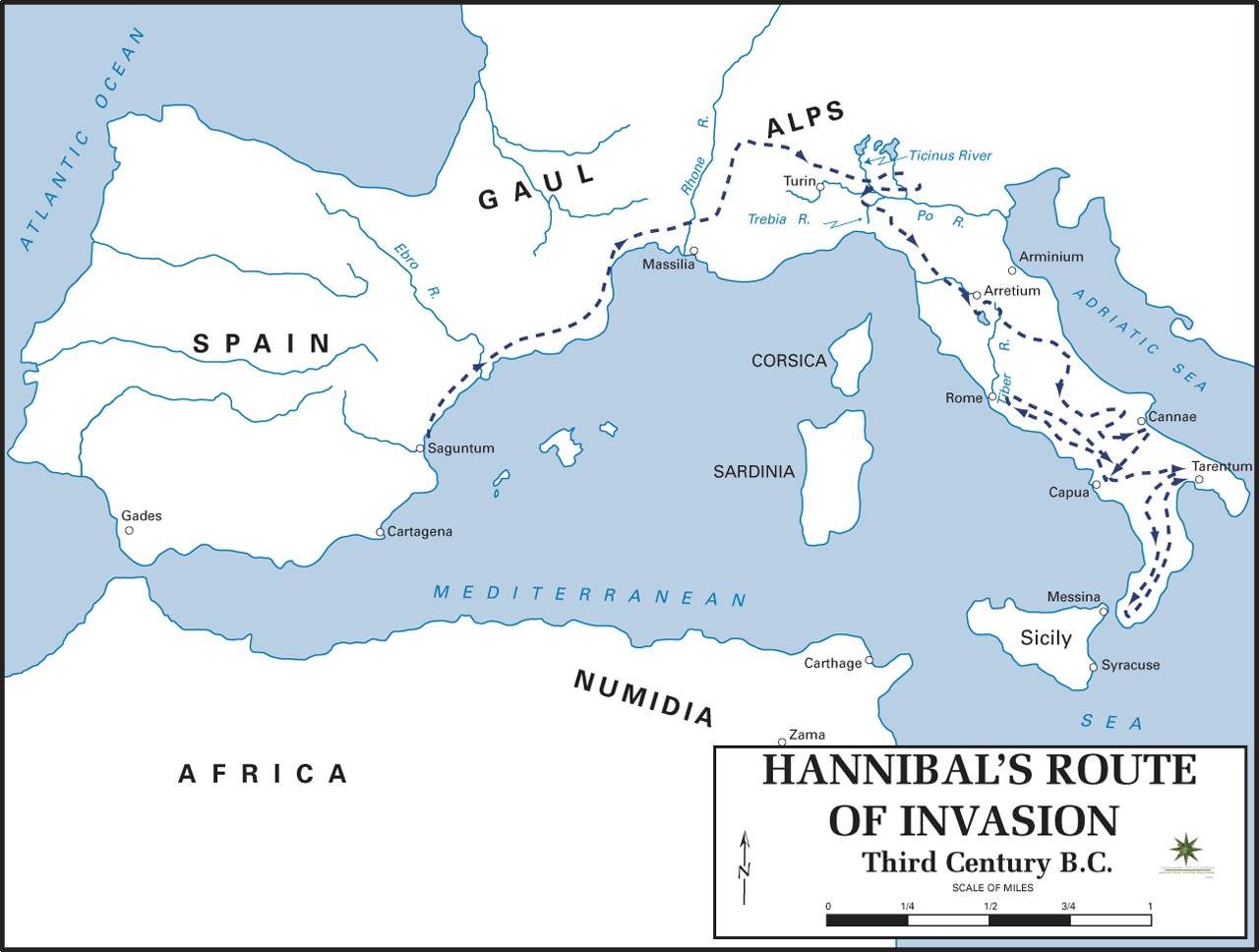
Hannibal´s route of invasion given by the Department of History, United States Military Academy.

Cuộc hành trình đã được lên kế hoạch từ đầu bởi anh rể của Hannibal, Hasdrubal. Hasdrubal trở thành chỉ huy người Carthage tại Iberia vào năm 229 TCN, duy trì trong suốt 8 năm cho tới năm 221 TCN. Người La Mã đã nhận thấy được liên minh giữa người Carthage và người Celt ở thung lũng sông Po, miền bắc Ý là nhằm chuẩn bị lực lượng cho việc xâm lược Ý. Dẫu vậy người La Mã ưu tiên xâm chiếm vùng đồng bằng sông Po năm 225 TCN. Tới năm 220 TCN, người La Mã chiếm thêm khu vực Gallia Cisalpina. Hasdrubal đã bị ám sát vào cùng thời điểm này (221 TCN) và việc này đã đưa Hannibal lên nắm quyền.
Hannibal đã qua các vùng lãnh thổ được mệnh danh là Carthage mới vào cuối mùa xuân của năm 218 TCN. Ông đã chiến đấu với các bộ tộc ở phía Bắc trên đường đi tới Pyrenees, bằng các chiến thuật tập kích bất ngờ và thông minh xuyên qua vùng nói non. Ông đã để lại 11.000 quân để chinh phục những vùng đất mới. Tại Pyrenees, ông cũng đã cho 11.000 lính Iberia ở lại, những người tỏ ra không muốn rời xa quê hương của mình. Theo các sử gia Hannibal đã tới Gaul cùng với 40.000 lính bộ và 12.000 kị binh.

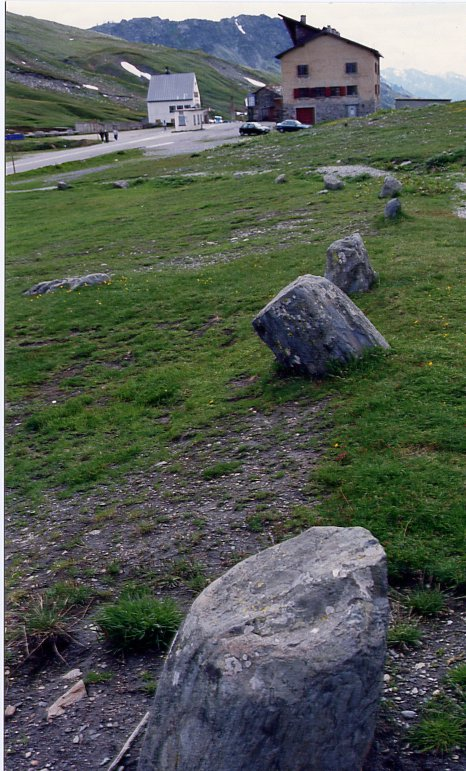
The Little St Bernard: one of the proposed crossing points into Italy

Hannibal nhận ra rằng ông cần phải vượt qua Pyrenees, dãy Alps, và nhiều con sông đáng kể. Ngoài ra còn phải chiến đấu chống lại sự chống đối của người Gaul, những người chủ của những vùng đất mà ông vượt qua. Bắt đầu vào mùa xuân năm 218 TCN, ông dễ dàng đánh bại những bộ tộc phía bắc trên đường tới dãy Pyrenees, và thu phục được những thủ lĩnh người Gaul cùng đi và đến sông Rhône trước khi người La Mã có những biện pháp để ngăn chặn bước tiến của ông. Đến sông Rhône vào tháng 12, quân số của Hannibal còn lại 38.000 bộ binh, 8.000 kị binh và 37 voi chiến. Sau khi vượt qua những bộ lạc ngăn chặn, Hannibal đã tránh một lực lượng La Mã ngăn chặn vừa hành quân từ Địa Trung Hải bằng cách di chuyển qua thung lũng sông Rhône.
Theo thông tin từ Livy, việc băng qua dãy Alps đã gặp nhiều khó khăn lớn. Sự khắc phục của Hannibal với sự khéo léo là đã sử dụng dấm và lửa để phá vỡ những tảng đá. Theo Polybius ông đến Ý cùng với 20000 bộ binh và 4000 kị binh cùng với một vài con voi. Nếu Polybius là chính xác về số lượng quân đội của ông khi vượt qua sông Rhone thì ông đã mất gần một nửa quân đội. Nhiều nhà sử học như Serge Lancell đã đặt câu hỏi về số lượng chính xác quân đội ông đã có khi ông rời Hispania.Kể từ đầu, ông có vẻ đã tính toán được rằng ông sẽ hoạt động mà không có sự tiếp viện từ Hispania.

Hannibal và quân của ông vượt qua dãy Alps.

Tầm nhìn của Hannibal về vấn đề quân sự, bắt nguồn một phần từ việc giảng dạy bởi những người gia sư Hy Lạp của ông và kinh nghiệm thu được cùng với cha mình, trải dài trên hầu hết thế giới Địa Trung Hải vào thời gian của ông. Thật vậy, bề rộng tầm nhìn của ông giúp ông phát triển chiến lược lớn của ông nhằm chinh phục Rome bằng cách mở một mặt trận phía Bắc và chinh phục liên minh các thành thị trên bán đảo chứ không phải bằng cách tấn công trực tiếp vào Rome. Những sự kiện lịch sử, dẫn đến thất bại của Carthage trong Chiến tranh Punic lần thứ nhất khi cha của ông chỉ huy quân đội Carthage, đã dẫn đến việc Hannibal lên kế hoạch xâm lược Ý bằng đường bộ qua dãy núi Alps. Nó được coi là nhiệm vụ khó khăn nhất. Nó liên quan đến việc huy động từ 60.000 đến 100.000 quân (xem Proctor, 1971) và đào tạo một quân đoàn voi chiến.

### Trận Trebia
Cuộc hành quân gian nan của Hannibal đưa ông tới các vùng đất của người La Mã và làm thất bại mọi cố gắng của kẻ thù để đánh nhau ở lãnh thổ bên ngoài. Ông bất ngờ có mặt ở vùng đất của người Gaul ở thung lũng sông Po, hơn nữa, cho phép ông tách những bộ lạc này với sự liên minh với người La Mã và sau đó đưa họ tham gia vào cuộc nổi loạn.
Publius Cornelius Scipio, chấp chính La Mã, người được gửi đến để ngăn chặn Hannibal, cùng cha của Scipio Africanus đã không đoán được rằng Hannibal đã thực hiện một nỗ lực để băng qua dãy Alps, kể từ lúc người La Mã chuẩn bị để tiến hành chiến tranh ở Iberia. Với một vài cứ điểm nhỏ vẫn còn ở Gaul, Scipio cố gắng tiến hành một nỗ lực để ngăn cản Hannibal. Nhanh chóng thông qua quyết định và di chuyển nhanh chóng, ông đã đưa quân đội của mình bằng đường biển để gặp Hannibal. Lực lượng của Hannibal di chuyển qua các thung lũng của sông Po và tham gia vào một cuộc chạm trán nhỏ với người La Mã tại Ticinus. Tại đây, Hannibal buộc người La Mã, bằng việc sử dụng hiệu quả lực lượng kị binh hùng mạnh của mình, tháo lui vào đồng bằng Lombardy. Bằng chiến thắng nhỏ đó, ông đã khuyến khích những bộ lạc người Gaul và Ligurians tham gia vào quân đội của người Carthage, những người giúp quân đội của ông lên đến 40.000 người. Scipo đã bị vài vết thương và ông đã được cứu sống bởi người con trai đã đến kịp lúc. Scipio đã rút lui vượt qua sông Trebia trở về trại của ông tại Placentia với đội quân nguyên vẹn của mình.
Một đội quân khác của chấp chính La mã đã đến thung lũng sông Po. Ngay cả trước khi tin tức về thất bại tại Ticinus về tới Rome, viện nguyên lão đã ra lệnh cho chấp chính quan Sempronius Longus mang quân đội của mình trở về từ Sicilia để hội quân với Scipio và đối mặt với Hannibal. Hannibal, bởi những hành động quyết đoán và khéo léo, là ở vị trí để anh ta ra đi, để họ đóng trên con đường nối Placentia và Arminum, mà Sempronius sẽ phải hành quân để hỗ trợ Scipio. Sau đó, ông chiếm Clastidium, qua đó ông đã giành được một lượng lớn lương thực dành cho binh lính của mình. Tại nơi đây, Trebia, vào tháng 12 năm đó, Hannibal đã có một cơ hội thể hiện kỹ năng quân sự bậc thầy của mình, trường hợp sau khi mặc xuống bộ binh La Mã cao ông sau đó cắt nó ra từng mảnh với một cuộc tấn công bất ngờ và phục kích từ hai cánh.

### Trận hồ Trasimene
Bảo vệ được vị trí của mình ở miền bắc Ý bởi chiến thắng trên, Hannibal cho quân của mình đóng quân qua mùa đông cùng với người Gauls, những người đã hỗ trợ cho ông. Trong mùa xuân của năm 217 TCN, Hannibal đã quyết định tìm một căn cứ đáng tin cậy hơn cho các hoạt động xa hơn về phía nam. Hannibal chờ đợi để tiến về Rome, Cnaeus và Gaius Servilius Flaminius (những chấp chính quan mới của Rome) đã đưa đội quân của mình tới để chặn các tuyến đường phía đông và phía tây mà Hannibal có thể sử dụng.

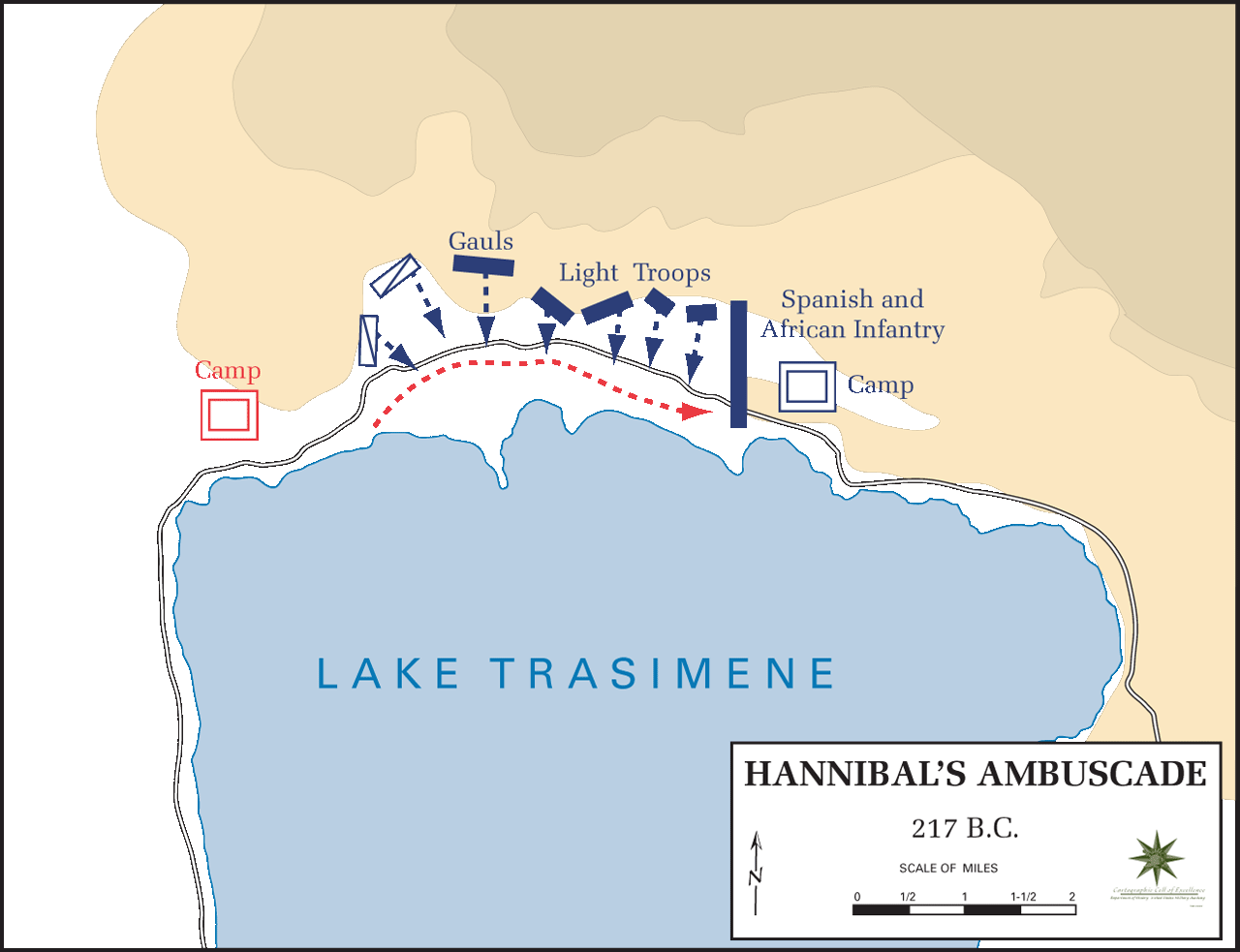
Trận hồ Trasimene, 217 TCN.
From the Department of History, United States Military Academy

Con đường duy nhất lúc này để đến được miền trung Ý nằm ở cửa sông Arno. Con đường này thực tế là một đầm lầy rộng lớn. Hannibal biết rằng con đường này đầy khó khăn, nhưng nó là con duy nhất và chắc chắn là con đường nhanh nhất để tới miền trung Ý. Polybius tuyên bố rằng những người lính của Hannibal đã hành quân trong bốn ngày ba đêm, "thông qua một con đường nằm dưới nước", với sự đau đớn kinh khủng từ mệt mỏi và sự đòi hỏi một giấc ngủ. Ông đã vượt qua Apennines (trong lúc đó ông bị mất mắt phải của ông vì viêm kết mạc) và Arno dường như mà không có sự ngăn cản, nhưng trong vùng đầm lầy của Arno, ông bị mất một phần lớn lực lượng của mình, bao gồm, có lẽ cả những voi còn lại của mình.
Sau khi đến Etruria vào mùa xuân năm 217 TCN, Hannibal đã quyết định thu hút quân đội La Mã dưới quyền Flaminius, vào một trận chiến chủ định, bằng cách tàn phá khu vực mà Flaminius đã được gửi tới để bảo vệ. Theo Polybius kể lại, "ông [Hannibal] tính toán rằng, nếu ông ta vượt qua các khu trại và tạo ra một cuộc đột kích từ bờ biển vào các quận bên ngoài, Flaminius (một phần vì sợ khiển trách của số đông và một phần của ham muốn cá nhân) sẽ không thể thụ động chịu đựng sự tàn phá đất nước nhưng một cách tự phát sẽ đuổi theo ông... và cho ông cơ hội để tấn công. ". Đồng thời, Hannibal đã cố gắng để phá vỡ lòng trung thành của các đồng minh của Rome bằng việc chứng tỏ rằng Flaminius hoàn toàn không có khả năng để bảo vệ họ. Mặc dù vậy, Flaminius vẫn thụ động hạ trại ở tại Arretium. Không thể lôi kéo Flaminius vào trận chiến chỉ bằng cách tàn phá, Hannibal mạnh dạn hành quân vào khu vực xung quanh sườn trái đối thủ và tỏ ra có hiệu quả trong việc cắt đứt Flaminius với Rome. Tiến qua các vùng cao nguyên của Etruria, Hannibal khiến cho Flaminius vội vã đuổi theo, vây ông ta trong một hẻm núi trên bờ của hồ Trasimenus, quân đội La Mã bị hủy diệt ở dưới nước hoặc trên dốc đồi tiếp giáp, giết chết cả Flaminius (xem Trận hồ Trasimene). Đây là cuộc phục kích gây thiệt hại nặng nề nhất cho người La Mã mà họ chưa bao giờ gặp phải cho đến khi họ chống lại người Parthian trong trận Carrhae. Ông đã đánh bại lực lượng còn lại duy nhất ngăn cản ông với Rome, nhưng ông nhận ra rằng nếu không có các thiết bị vây hãm, ông không thể hy vọng chiếm được thành phố, ông sử dụng chiến thắng của mình bằng cách tiến vào miền trung và miền nam Ý và khuyến khích một cuộc nổi dậy chống lại quyền lực tối cao của Rome với những nơi này. Sau trận hồ Trasimene, Hannibal nói, "Tôi đã không đến để chống lại người Ý, nhưng thay mặt cho người Ý chống lại Rome".
Người La Mã ngay lập tức bổ nhiệm Fabius Maximus giữ chức nhà độc tài của họ(dictator). Xuất phát từ truyền thống quân đội La Mã, Fabius đã thông qua chiến lược mang tên ông: tránh các trận giao chiến, trong khi một số đội quân La Mã được bố trí trong vùng lân cận của Hannibal để hạn chế hoạt động của ông.
Sau khi tàn phá Apulia mà không khiến Fabius tham gia vào cuộc chiến, Hannibal quyết định hành quân qua Samnium để tới Campania, một trong những tỉnh giàu nhất và màu mỡ nhất của Ý, với hy vọng rằng sự tàn phá sẽ lôi kéo Fabius vào trận chiến. Fabius theo sát con đường mà Hannibal đã hủy diệt, vẫn từ chối không để cho mình được ra khỏi các vị trí phòng thủ. Chiến lược này đã không phổ biến với nhiều người La Mã, người ta tin rằng đó là một hình thức hèn nhát.
Hannibal đã quyết định rằng sẽ là không khôn ngoan khi trú đông ở vùng đất thấp đã bị tàn phá của Campania, nhưng Fabius đã đảm bảo rằng tất cả những con đường ra khỏi Campania đều đã bị chặn. Để tránh điều này, Hannibal đã lừa người La Mã với suy nghĩ rằng quân đội Carthage đã trốn thoát xuyên qua rừng cây. Khi người La Mã đi chuyển ra phía trước khu rừng, quân đội của Hannibal chiếm lấy hẻm núi, và quân đội của ông đã thực hiện theo cách của ông và việc vượt qua hẻm núi không kho khăn.

### Trận Cannae

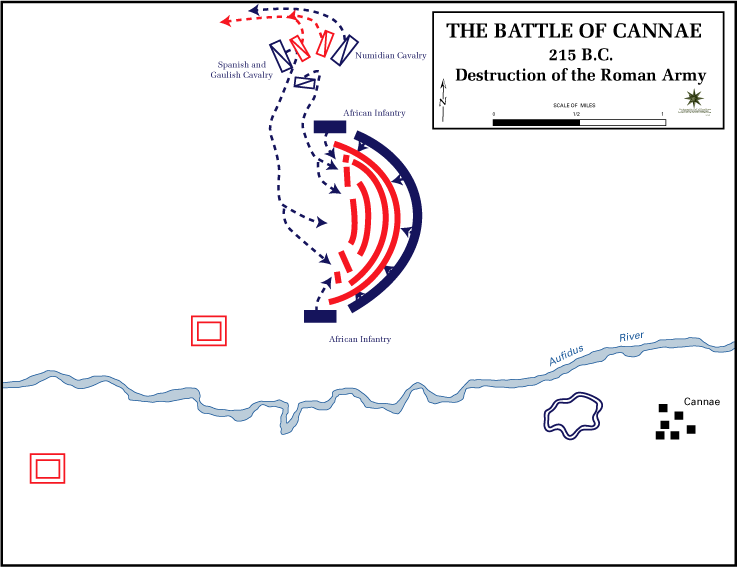
Destruction of the Roman army, courtesy of The Department of History, United States Military Academy.

Vào mùa xuân năm 216 TCN, Hannibal đã có một sáng kiến và chiếm lấy kho cung cấp lớn tại Cannae ở vùng đồng bằng Apulian. Bằng cách chiếm Cannae, Hannibal đã đặt mình giữa những người La Mã và nguồn cung cấp quan trọng của họ. Một cuộc bầu cử trong viện nguyên lão La Mã tiếp tục chọn chấp chính quan của họ trong năm 216TCN, họ bổ nhiệm Gaius Terentius Varro và Lucius Aemilius Paullus làm chấp chính quan. Trong khi đó, những người La Mã, với hy vọng sẽ đạt được thành công thông qua sức mạnh tuyệt đối về số lượng, phát triển một đội quân mới có số lượng lớn chưa từng có, theo ước tính của một số người là khoảng 100.000 người, nhưng nhiều khả năng khoảng 60-80000.
Các quân đoàn La Mã và đồng minh, quyết định đối đầu với Hannibal, họ hành quân xuống phía nam để tới Apulia. Cuối cùng họ tìm thấy ông trên bờ trái sông Aufidus, và hạ trại cách đó sáu dặm đường(10 km). Nhân dịp này, hai quân đội đã kết hợp thành một, các chấp chính quan thay phiên nhâu chỉ huy hàng ngày. Varro, người chỉ huy vào ngày đầu tiên, là một người đàn ông có chất liều lĩnh và ngạo mạn, và đã quyết đánh bại Hannibal. Hannibal vốn trông chờ vào sự háo hức của Varro và đã thu hút ông ta vào một cái bẫy bằng cách sử dụng một chiến thuật dạng túi, trong đó loại bỏ lợi thế về số lượng của người La Mã bằng cách giảm khu vực tác chiến. Hannibal xây dựng một đội hình theo hình bán nguyệt ở trung tâm là các đơn vị bộ binh đáng tin cậy và với cánh gồm kị binh Gaul và Numidia. Các quân đoàn La Mã buộc phải sắp xếp theo cách của họ nhằm vào khu trung tâm yếu của Hannibal, nhưng các lính đánh thuê Libya ở hai bên cánh, đe dọa sườn của họ.Cuộc tấn công bởi kỵ binh của Hannibal là không thể ngăn cản, và Maharbal, chỉ huy trưởng kỵ binh của Hannibal, người lãnh đạo lực lượng kỵ binh cơ động người Numidia bên phải, đã đánh bại kỵ binh La Mã chống lại họ. kỵ binh nặng Tây Ban Nha và Gaul của Hannibal, dẫn đầu bởi Hanno bên trái, đánh bại kỵ binh nặng La Mã, và sau đó cả kỵ binh nặng của Carthage và người Numidia tấn công các quân đoàn từ phía sau. Kết quả là, quân đội La Mã đã bị bao vây không có cách nào để trốn thoát.
Bằng chiến thuật tuyệt vời, Hannibal, với số lượng kém hơn nhiều, đã cố gắng để bao vây và tiêu diệt tất cả. Tùy thuộc vào nguồn, ước tính khoảng 50,000-70,000 người La Mã đã bị giết hoặc bị bắt Trong số những người chết có chấp chính quan La Mã Lucius Aemilius Paullus, cũng như hai quan chấp chính các năm trước, hai quan coi quốc khố, hai mươi chín trong bốn mươi tám quan bảo dân và tám mươi nguyên lão La Mã(vào thời điểm viện nguyên lão La Mã bao gồm không quá 300 người, chiếm khoảng 25% -30% của các cơ quan chủ quản).Đây là thất bại thảm khốc nhất trong lịch sử La Mã cổ đại, và là một trong những trận đánh đẫm máu nhất trong lịch sử con người (về số người chết trong vòng một ngày). Sau Cannae, Người La Mã đã rất do dự để đối đầu với Hannibal trong những trận chiến lớn, thay vào đó làm suy yếu ông bằng cách tiêu hao, dựa vào lợi thế của họ về quân đội, nguồn cung cấp, và nhân lực. Kết quả là, Hannibal đã không có nhiều trận đánh lớn tại Italia cho phần còn lại của cuộc chiến. Người ta tin rằng sự từ chối không đưa chiến tranh đến Rome chính là do thiếu sự cam kết hỗ trợ từ Carthage,tiền binh lính và trang thiết bị - chủ yếu là thiết bị bao vây. Dù lý do nào đi nữa, sự lựa chọn này đã được nhắc tới bởi Maharbal, "Hannibal, ngài biết làm thế nào để đạt được một chiến thắng, nhưng không biết làm thế nào để sử dụng nó."
Theo kết quả của chiến thắng này, nhiều vùng của Ý đã tham gia phe của Hannibal  Như ghi chép của Polybius, "Có nhiều vấn đề nghiêm trọng hơn nhiều là thất bại tại Cannae, so với trước đó có thể nhìn thấy hành vi của các đồng minh của Rome;. trước cái ngày định mệnh đó, lòng trung thành của họ vẫn chưa bị lay chuyển, bây giờ nó bắt đầu do dự vì lý do đơn giản rằng họ tuyệt vọng với quyền lực La Mã ". Trong cùng năm đó, các thành phố Hy Lạp ở Sicilia đã gây ra cuộc nổi dậy chống lại sự kiểm soát chính trị của La Mã, trong khi đó ở Macedonia, vua Philippos V, cam kết hỗ trợ Hannibal - vì thế Macedonia bắt đầu cuộc Chiến tranh chống lại Rome. Hannibal cũng được bảo đảm một liên minh với Hieronymus mới được bổ nhiệm của Syracuse. Người ta thường cho rằng nếu Hannibal nhận được tiếp viện quân lực từ Carthage, ông có thể đã thành công với một cuộc tấn công trực tiếp vào Rome. 

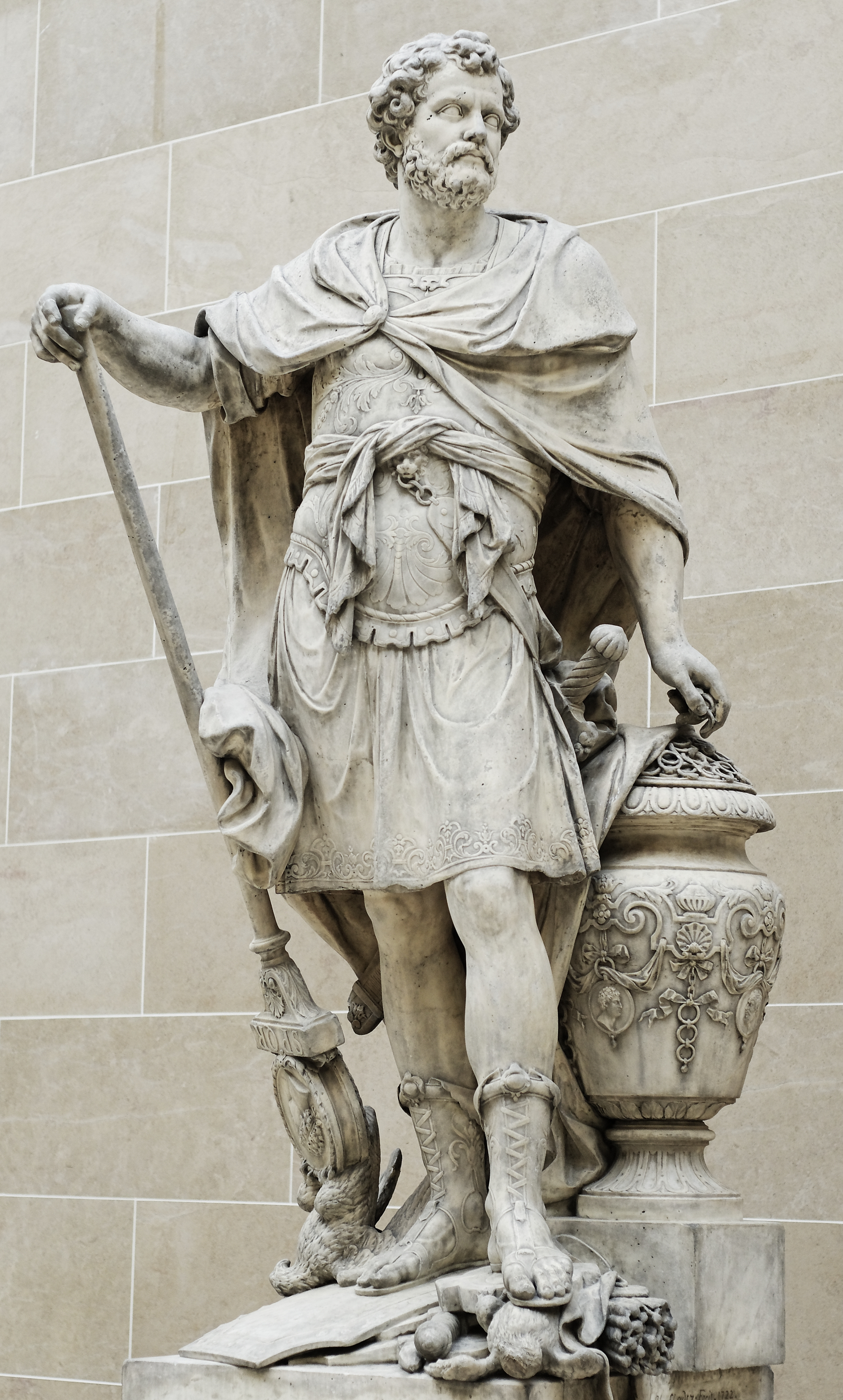
Hannibal đang đếm nhẫn của những quý tộc La Mã bị giết trong trận đánh, tượng của Sébastien Slodzt, 1704, Louvre.

### Sự bế tắc
Cuộc chiến ở Ý sau đó rơi vào sự bế tắc chiến lược. Người La Mã sử dụng chiến lược tiêu hao mà Fabius đã dạy họ, và cuối cùng họ cũng nhận ra, là cách duy nhất khả thi có thể đánh bại Hannibal Thật vậy, Fabius nhận danh hiệu "Cunctator" ("Người trì hoãn") bởi vì chính sách của ông không giao chiến với Hannibal trong trận chiến mở nhưng thông qua các chiến thuật du kích  Người La Mã không cho Hannibal có được một trận chiến quy mô lớn và thay vào đó, tấn công quân đội suy yếu của ông với nhiều đội quân nhỏ hơn trong một cố gắng để làm ông mệt mỏi và tạo ra tình trạng bất ổn trong quân đội của ông. Trong một vài năm tới, Hannibal đã buộc phải duy trì một chính sách đốt phá sạch và chiếm những kho lương thực địa phương dành cho các hoạt động kéo dài và không hiệu quả trên toàn miền nam Ý. Mục tiêu trước mắt của ông đã bị giảm xuống thành các hoạt động nhỏ tập trung chủ yếu là quanh các thành phố của Campania.
Hannibal vẫn giành được một số những chiến thắng đáng chú ý: hủy diệt hoàn toàn hai đội quân La Mã năm 212 trước Công nguyên, và vào cùng một thời điểm, giết chết hai viên chấp chính quan (bao gồm cả Marcus Claudius Marcellus nổi tiếng) trong một trận đánh trong năm 208 TCN. Tuy nhiên, không được hỗ trợ đầy đủ bởi các đồng minh Ý của mình, bị bỏ rơi bởi chính phủ của ông (hoặc bởi vì sự ghen ghét hay chỉ đơn giản là vì Carthage đã quá căng thẳng), và không thể để đối chọi lại với nguồn lực của Rome, Hannibal bắt đầu từ từ mất dần đất, không bao giờ có thể đem về một chiến thắng quyết định có thể tạo ra một thay đổi chiến lược lâu dài.
Mọi quyết định chính trị của người Carthage được đại diện bởi một nhóm đầu sỏ cầm quyền. Trong khi có một viện nguyên lão Carthage, thì sức mạnh thực sự lại nằm bên trong tay "Hội đồng 30 Quý tộc" và hội đồng quan tòa đến từ các gia đình cầm quyền được gọi là "Một Trăm lẻ bốn". Hai cơ quan này gồm các thành viên của những gia đình thương gia giàu có của Carthage. Hai phe phái chính trị hoạt động ở Carthage: phe chủ chiến, còn được gọi là phe "Barca" (tên gia đình Hannibal) và phe chủ hòa được dẫn dắt bởi Hanno II Vĩ Đại. Hanno là tác nhân chính trong việc từ chối yêu cầu tăng viện của Hannibal sau trận Cannae.
Hannibal bắt đầu cuộc chiến tranh mà không có sự ủng hộ đầy đủ của nhóm đầu sỏ Carthage. Cuộc tấn công Saguntum của ông đã buộc nhóm đầu sỏ phải lựa chọn giữa chiến tranh với Rome hoặc bị mất uy tín ở Iberia. Nhóm Đầu sỏ, không có Hannibal, vốn kiểm soát các nguồn tài nguyên chiến lược của Carthage vốn không ủng hộ ông mặc cho Hannibal không ngừng tìm kiếm quân tiếp viện từ một trong hai nơi là Iberia hoặc Bắc Phi. Quân đội của Hannibal bị tổn thất trong chiến đấu đã được thay thế bằng lính đánh thuê ít được đào tạo tốt và tuyển mộ từ Ý hoặc Gaul. Các lợi ích thương mại đã khiến nhóm đầu sỏ Carthage quyết định việc củng cố Iberia hơn là tiếp viện Hannibal trong suốt chiến dịch.

### Hannibal rút lui khỏi Ý
Năm 212 trước Công nguyên, Hannibal đã chiếm được Tarentum, nhưng ông không có được quyền kiểm soát bến cảng. Thủy triều đã lên chậm chạm quay ra chống lại ông, và ủng hộ Rome.
Người La Mã tiến hành hai vây hãm Capua, mà đã thất thủ vào năm 211 trước Công nguyên, và cùng với đó người La Mã cũng đã hoàn tất cuộc chinh phục Syracuse và tiêu diệt của một đội quân Carthage ở Sicilia. Ngay sau đó, người La Mã bình định Sicilia và tham gia vào một liên minh với Liên minh Aetolia để chống lại Phillippos V. Philippos, người đã cố gắng lợi dụng sự bận tâm của Rome ở Ý để chinh phục Illyria, bây giờ thấy mình bị tấn công từ nhiều phía cùng một lúc và đã nhanh chóng bị chinh phục bởi Rome và các đồng minh Hy Lạp. Trong khi đó, Hannibal đã đánh bại Fulvius tại Herdonea ở vùng Apulia, nhưng bị mất Tarentum trong năm sau.
Năm 210 trước Công nguyên Hannibal một lần nữa chứng minh tài năng chiến thuật thượng thặng của mình bằng cách gây một thất bại nặng nề tại Herdonia (hiện nay là Ordona) ở Apulia cho một đội quân của tổng đốc La Mã, và năm 208 trước Công nguyên đã hủy diệt một đội quân La Mã khác tham gia vào cuộc bao vây Locri Epizephyri. Nhưng với việc mất Tarentum trong năm 209 trước Công nguyên và sự tái chiếm dần dần lại Samnium và Lucania của những người La Mã, những vùng đất ông chiếm giữ ở phía nam Ý đã gần như bị mất.
Năm 207 TCN, ông đã thành công một lần nữa trong việc tìm đường vào Apulia, nơi ông chờ đợi sự kết hợp với đội quân của người em Hasdrubal Barca của mình để tiến đánh vào Rome. Tuy nhiên, khi nghe tin về thất bại và cái chết của em trai mình tại Metaurus ông rút lui về Bruttium, nơi ông đã lưu lại trong những năm tiếp theo. Đầu em trai của ông đã bị cắt, bị mang đi khắp Ý, và bị ném qua hàng rào trại để trả lại cho Hannibal. Sự kết hợp của những sự kiện này đánh dấu sự kết thúc thành công của Hannibal tại Ý. Cùng với sự thất bại của người em Mago Barca ở Liguria (205-203 trước Công nguyên) và các cuộc đàm phán riêng của ông với Philippos V của Macedon, hy vọng cuối cùng nhằm phục hồi uy thế của ông ở Ý đã mất. Năm 203 trước Công nguyên, sau gần mười lăm năm chiến đấu ở Ý, và với vận mệnh quân sự của Carthage nhanh chóng suy yếu, Hannibal đã được triệu hồi về Carthage để chỉ huy việc phòng thủ đất nước quê hương của ông chống lại một cuộc xâm lược của La Mã dưới sự chỉ huy của Scipio Africanus.

## Kết thúc chiến tranh Punic lần thứ hai (203-201 TCN)

### Trở về Carthage
Năm 203 trước Công nguyên, Hannibal đã được triệu hồi khỏi Ý bởi phe chủ chiến ở Carthage. Sau khi để lại một ghi chép về cuộc viễn chinh của mình khắc bằng tiếng Punic và Hy Lạp trên một bảng đồng trong đền thờ của thần Juno ở Crotona, ông đã khởi hành trở lại châu Phi. Sự trở về của ông ngay lập tức khôi phục lại ưu thế của phe chủ chiến, họ đặt ông vào vị trí chỉ huy của một đội quân kết hợp bao gồm lính châu Phi được tuyển mộ và lính đánh thuê của ông từ Ý. Năm 202 trước Công nguyên, Hannibal gặp Scipio trong một hội nghị hòa bình nhưng không có kết quả. Mặc dù sự ngưỡng mộ lẫn nhau, các cuộc đàm phán đã bị chìm nghỉm do cáo buộc của người La Mã về "sự lừa lọc của người Punic," đề cập đến hành vi phá vỡ các điều khoản trong hiệp ước kết thúc chiến tranh Punic lần thứ nhất bởi các cuộc tấn công của người Carthage vào Saguntum, và một cuộc tấn công của người Carthage vào một hạm đội La Mã bị mắc kẹt. Scipio và Carthage đã soạn ra một kế hoạch hòa bình mà đã được phê duyệt bởi Rome. Các điều khoản của hiệp ước là khá khiêm tốn, nhưng cuộc chiến đã kéo dài quá lâu cho những người La Mã. Carthage có thể giữ được phần lãnh thổ châu Phi nhưng sẽ mất vùng lãnh thổ đế chế ở hải ngoại, một việc đã rồi. Masinissa (Numidia) được độc lập. Ngoài ra, Carthage phải cắt giảm hạm đội của mình và trả tiền bồi thường chiến tranh. Nhưng Carthage sau đó đã phạm một sai lầm khủng khiếp. Các Công dân vốn chịu đựng sự đau khổ quá lâu của nó đã chiếm được một hạm đội La Mã bị mắc kẹt trong vịnh Tunis và tước đoạt quân nhu, một hành động làm trầm trọng thêm các cuộc đàm phán. Trong khi đó, Hannibal, được triệu tập từ Ý về bởi viện nguyên lão Carthage, đã trở lại với quân đội của ông. Được củng cố bởi cả hai Hannibal và quân nhu, Carthage từ chối các điều ước và sự phản đối của người La Mã. Trận đánh quyết định tại Zama đã xảy ra ngay sau đó.

### Trận Zama
Không giống như hầu hết các trận đánh trong cuộc chiến tranh Punic lần thứ hai, tại Zama, người La Mã đã có sự vượt trội về kỵ binh. Ưu thế về kỵ binh này của người La Mã là do sự phản bội của Masinissa, người trước đó đã hỗ trợ Carthage ở Iberia, nhưng đã đổi phe vào năm 206 TCN với lời hứa về đất đai và do xung đột cá nhân của ông ta với Syphax, một đồng minh của người Carthage. Mặc dù vị tướng Hannibal lão luyện đã bị kiệt sức về tinh thần và sức khỏe xấu đi sau nhiều năm tiến hành chiến tranh tại Ý, người Carthage vẫn có lợi thế về số lượng và được cổ vũ mạnh mẽ về tinh thần bởi sự hiện diện của 80 con voi chiến.
Kỵ binh La Mã đã sớm giành được một chiến thắng bằng việc nhanh chóng đánh tan tác kị binh của người Carthage, và những chiến thuật cơ bản của người La Mã để hạn chế hiệu quả của những con voi chiến Carthage đã thành công, bao gồm cả chơi kèn để khiến cho những con voi hoảng sợ chạy vào hàng ngũ của người Carthage. Một số nhà sử học nói rằng những con voi phá tan kỵ binh Carthage chứ không phải là người La Mã. Tuy nhiên, trận đánh vẫn tiếp tục. Đúng vào lúc khi mà dường như Hannibal đang trên đà chiến thắng, nhưng Scipio đã có thể tập hợp những người lính của mình, và kỵ binh của ông, vốn đã đánh tan kị binh Carthage, tấn công vào phía sau lưng quân đội của Hannibal. Cuộc tấn công theo hai hướng này đã khiến cho đội hình của người Carthaginian tan vỡ.
Với việc vị tướng quan trọng nhất của họ bị đánh bại, Carthage không còn sự lựa chọn nào khác ngoài việc phải đầu hàng. Carthage bị mất khoảng 20.000 quân cùng với thêm 15.000 thương vong. Ngược lại, người La Mã chỉ có 1.500 thương vong. Trận chiến lớn cuối cùng trong cuộc chiến tranh Punic lần thứ hai dẫn đến việc đánh mất sự tôn trọng dành cho Hannibal bởi những người đồng hương Carthage của ông.

## Cuối đời

### Giai đoạn an bình ở Carthage (năm 200-196 TCN)
Hannibal lúc này vẫn mới 43 tuổi và ngay sau đó ông đã cho thấy rằng ông có thể là một chính trị gia tài giỏi như một người lính. Sau khi ký kết một nền hòa bình đã khiến cho Carthage bị tước đoạt sạch trơn đế chế hùng mạnh trước đây của nó, Hannibal đã chuẩn bị để lấy lại vị thế của nó trong một thời gian. Tuy nhiên, sự tham nhũng trắng trợn của chính thể đầu sỏ đã giúp cho Hannibal có được cơ hội để tái xuất hiện và ông được bầu làm chánh án (suffete) hoặc thẩm phán. Chức vụ này vốn đã trở nên khá tầm thường nhưng Hannibal đã khôi phục lại quyền lực và uy quyền lực của nó. Chính thể đầu sỏ vốn luôn luôn ghen tị với ông, thậm chí còn buộc tội ông là đã phản bội lại lợi ích của đất nước mình trong khi ông đang Ý, và thờ ơ với việc có thể đánh chiếm được thành Roma trong khi ông có thể có làm được điều này. Sử dụng quyền lực của mình, Hannibal đã tiến hành cải cách một cách có hiệu quả tới mức khoản triều cống nặng nề do Roma áp đặt có thể được trả dần dần mà không cần phải tăng thêm những khoản thuế đặc biệt nào. Ông cũng cải cách Hội đồng Một trăm lẻ Bốn, và quy định rằng các thành viên của nó sẽ được lựa chọn từ một cuộc bầu cử trực tiếp hơn là bằng việc bổ nhiệm nhanh chóng. Ông cũng lợi dụng sự ủng hộ của người dân để thay đổi thời hạn nhiệm kì trong Hội đồng một trăm lẻ Bốn từ suốt đời xuống còn một năm, cùng với một nhiệm kỳ giới hạn là hai năm.

### Lưu đày (Từ năm 195-183/181 TCN)
Bảy năm sau khi giành chiến thắng tại Zama, người La Mã đã lo lắng về việc Carthage dần trở nên thịnh vượng trở lại và họ yêu cầu người Carthage phải giao nôp Hannibal. Hannibal sau đó liền tự nguyện đi sống lưu vong. Ông tiến hành một cuộc hành trình tới Týros, mẫu quốc của Carthage, và sau đó là tới Ephesus, tại đây ông đã được vua Antiochos III của Syria chào đón trong vinh quang, vị vua này lúc đó đang chuẩn bị gây chiến với Roma. Hannibal đã sớm nhận thấy rằng quân đội nhà vua không thể đối chọi lại được người La Mã. Ông đã khuyên nhà vua nên trang bị một hạm đội và đổ bộ một đạo quân lên phía nam của Ý, đồng thời đề nghị để cho bản thân ông nắm quyền chỉ huy. Nhưng ông đã không thể tạo ra được nhiều ấn tượng đối với Antiochos, vốn nghe lời các cận thần của mình và sẽ không giao cho Hannibal bất kỳ chức vụ quan trọng nào. Theo Cicero, trong khi có mặt tại triều đình của Antiochos, Hannibal đã dự một buổi diễn thuyết của Phormio, một nhà triết học, mà phạm vị của nó liên quan đến nhiều chủ đề. Khi Phormio hoàn thành một bài giảng về nhiệm vụ của một vị tướng, Hannibal đã được hỏi về ý kiến của mình. Ông trả lời: "Suốt đời mình, tôi đã gặp nhiều kẻ ngu ngốc lão luyện. Nhưng người này đã vượt xa tất cả bọn họ".Một câu chuyện khác theo Aulus Gellius ghi lại là khi Antiochos III phô trương với Hannibal về đạo quân khổng lồ và được trang bị một cách kĩ lưỡng mà ông ta đã xây dựng nên nhằm xâm lược Hy Lạp, ông ta hỏi ông rằng liệu là họ có đủ để đối phó với Cộng hòa La Mã, Hannibal đã trả lời, "Tôi nghĩ rằng tất cả điều này sẽ là đủ, vâng, khá đủ, cho những người La Mã, mặc dù họ là những kẻ tham lam nhất". Năm 191 trước Công nguyên, người La Mã dưới quyền Manius Acilius Glabrio đánh tan tác quân đội của Antiochos tại Thermopylae và buộc ông ta phải rút quân về châu Á. Người La Mã sau đó tiếp tục tấn công Antiochos ở Anatolia, và hoàn toàn đánh bại quân Seleukos ở Magnesia ad Sipylum trong năm 190 TCN.
Trong năm 190 trước Công nguyên, Hannibal cũng đã được giao quyền chỉ huy một hạm đội Seleukos, nhưng ông đã bị đánh bại trong trận Eurymedon. Theo Strabo và Plutarch, Hannibal cũng đã nhận được lòng hiếu khách tại triều đình Armenia của Artaxias I. Các tác giả còn thêm một giai thoại về việc Hannibal đã lên kế hoạch và giám sát việc xây dựng kinh thành Artaxata mới như thế nào Khi mà Antiochos dường như chuẩn bị đầu hàng người La Mã, Hannibal đã trốn sang đảo Crete, nhưng ông nhanh chóng quay trở lại vùng Tiểu Á và tìm chỗ ẩn náu ở chỗ vua Prusias I của Bithynia, người lúc này đang tiến hành chiến tranh với đồng minh của Roma, vua Eumenes II của Pergamon. Hannibal đã tham gia vào việc phụng sự Prusias trong cuộc chiến này. Trong một trong những trận thủy chiến mà ông đã giành được thắng lợi trước Eumenes, Hannibal đã cho ném những hũ lớn chứa đầy rắn độc vào các con tàu chiến của Eumenes. Hannibal cũng đã đánh bại Eumenes trong hai trận chiến khác trên đất liền cho đến khi người La Mã can thiệp và đe dọa Bythinia phải giao nộp Hannibal.

### Qua đời (183/181 TCN)
Prusias chấp nhận giao nộp ông, nhưng Hannibal quyết tâm không để cho mình rơi vào tay kẻ thù. Tại Libyssa ở bờ phía Đông của biển Marmara, ông đã uống thuốc độc vốn được nghe nói là được ông mang theo mình từ lâu trong một chiếc nhẫn. Trước khi chết, ông đã để lại một lá thư, tuyên bố: "Hãy để ta giải thoát cho bọn La mã khỏi sự lo sợ mà chúng đã trải qua trong một khoảng thời gian dài, nhất là khi chúng nghĩ là không còn có thể kiên nhẫn chờ đợi cái chết của một ông già. "
Người ta không biết chắc ông qua đời vào năm nào. Trong biên niên của mình, Titus Pomponius Atticus tường thuật lại là nó xảy ra vào năm 183 TCN, và Livy cũng cho là như vậy. Polybius, người vốn viết trong thời gian gần nhất sau khi nó xảy ra, cho đó là năm 182 TCN. Sulpicius Blitho ghi chép là năm 181 TCN.

### Trích dẫn
1. ↑  Lancel, Serge (1995) Hannibal cover: "Roman bust of Hannibal. Museo Archeologico Nazionale. Naples"
2. ↑  Goldsworthy, Adrian (2000) The Fall of Carthage cover: "Hannibal in later life"
3. ↑  Goldsworthy, Adrian (2001) Cannae tr. 24: "a bust, which may be a representation of Hannibal in later life, although there are no definite images of him"
4. ↑  Goldsworthy, Adrian (2003) The Complete Roman Army tr. 41: "a bust that purports to show Hannibal in later life"
5. ↑  Matyszak, Philip (2003) Chronicle of the Roman Republic tr. 95: "bust, thought to be of Hannibal, found in Capua"
6. ↑  Ameling, Walter Karthago: Studien zu Militär, Staat und Gesellschaft tr. 81–2
7. 1 2 3  Ayrault Dodge, Theodore (1995). Hannibal: A History of the Art of War Among the Carthagonians and Romans Down to the Battle of Pydna, 168 BC. Da Capo Press.
8. ↑  Press, Adagio (1987). We Will Either Find a Way Or Make One. Designed and Printed at Adagio: The Private Press of Leonard F. Bahr.
9. ↑  Lancel, S. Hannibal p.6.
10. ↑  "Hamilcar Barca". Truy cập ngày 6 tháng 6 năm 2011.
11. ↑   The History of Rome: Vol III, by Livy
12. ↑  Dodge, Theodore Ayrault, Hannibal: A History of the Art of War Among the Carthaginians and Romans Down to the Battle of Pydna, 168 B.C, p. 143[liên kết hỏng]
13. ↑  Fagan, Garret G. "The History of Ancient Rome". Lecture 13: "The Second Punic War". Teaching Company, "Great Courses" series.
14. ↑  Lancel, Serge, Hannibal, p. 225
15. ↑  Prevas, John, Hannibal Crosses the Alps: The Invasion of Italy and the Second Punic War, p. 86
16. ↑  Montgenèvre: Peter Connolly, Hannibal and the Enemies of Rome (1978); (extensive summary Lưu trữ ngày 26 tháng 6 năm 2010 tại Wayback Machine); Col de la Traversette: Gavin de Beer, Alps and Elephants and Napoleon III; Mahaney 2008, "Hannibal's Odyssey; Environmental Background to the Alpine Invasion of Italia"; Mont Cenis: Denis Proctor, Hannibal's March in History. Other theories include the Col du Clapier (Serge Lancel, Hannibal (1995) and the Col du Petit Saint Bernard (Barthold Niebuhr).
17. ↑  Livy History of Rome book21,36
18. ↑  Livy History of Rome, Book 21 sections 32-36
19. ↑  S. Lancel, Hannibal (1995; English translation 1999) page 60.
20. 1 2  Dodge, Theodore. Hannibal. Cambridge Massachusetts: De Capo Press, 1891 ISBN 0-306-81362-9
21. ↑  John Selby Watson; Marcus Junianus; Justinus, Cornelius; Nepos, Eutropius (1853). Justin, Cornelius Nepos, and Eutropius: Literally Translated, with Notes. H. G. Bohn. tr. 420. Truy cập ngày 23 tháng 7 năm 2008.{{Chú thích sách}}:  Quản lý CS1: nhiều tên: danh sách tác giả (liên kết)
22. ↑  Polybius, Histories, Book III, p74
23. ↑  Liddell Hart, B. H., Strategy, New York City, New York, Penguin Group, 1967
24. ↑  USAWC Lưu trữ ngày 31 tháng 10 năm 2015 tại Wayback Machine Comparing Strategies of the 2nd Punic War by James Parker. View as HTML
25. ↑  De Beer, Sir G. (1974) Hannibal: the Struggle for Power in the Mediterranean p.91. Thames and Hudson, London.
26. ↑  Hannibal ad Portas. Konrad Theiss Verlag, Stuttgart, 2004.
27. ↑  Goldsworthy, Adrian K. The Roman Army at War 100 BC — AD 200, New York
28. ↑  "Internet Ancient History Sourcebook". Bản gốc lưu trữ ngày 13 tháng 2 năm 2006. Truy cập ngày 7 tháng 8 năm 2011.
29. 1 2 3 4  Cottrell, Leonard, Enemy of Rome, Evans Bros, 1965, ISBN 0-237-44320-1
30. ↑  Prevas, John, Hannibal Crosses the Alps, p. xv
31. ↑  Chaplin, Jane Dunbar, Livy's Exemplary History, p. 66
32. ↑  Polybius, The Histories of Polybius, 2 Vols., trans. Evelyn S. Shuckburgh (London: Macmillan, 1889), I. 264-275.
33. ↑  Prevas, John, Hannibal Crosses the Alps: The Invasion of Italy and the Second Punic War, p. 200
34. ↑  Pliny, tr. by Mary Beagon, The Elder Pliny on the Human Animal, p 361
35. ↑  Livy, The War with Hannibal, 28.46
36. ↑  Aulus Gellius. "Noctes Atticae". Book V. v. 5. "Satis, plane satis esse credo Romanis haec omnia, etiamsi avarissimi sunt."
37. ↑  Bournoutian, George A. (2006). A Concise History of the Armenian People: From Ancient Times to the Present. Costa Mesa, CA: Mazda, p. 29. ISBN 1-56859-141-1.
38. ↑  Cornelius Nepos, Hannibal 11.4-5.
39. ↑  Cornelius Nepos, Hannibal 12.5; Juvenal, Satires X.164
40. ↑  Mellor, Ronald (1999). The Roman historians. Routledge, p.70. ISBN 0-415-11773-9
41. 1 2  Cornelius Nepos, Hannibal 13.1